# Prêmio Aberje
O Prêmio Aberje é um prêmio de jornalismo empresarial. Foi criado em 1967 porém sua primeira edição ocorreu em agosto de 1974. 
Em 2016 chega à 42ª edição.